# Romanisation du coréen (Nord)
Romanisation du coréen est le système officiel de romanisation du coréen en Corée du Nord. Annoncé par le Sahoe Kwahagwŏn, il a remplacé l'ancien système McCune-Reischauer depuis 1992,, et il a été mis à jour en 2002 en 2012.

## Règles de transcription

### Voyelles
| Chosŏn'gŭl   | ㅏ | ㅑ | ㅓ | ㅕ | ㅗ | ㅛ | ㅜ | ㅠ | ㅡ | ㅣ | ㅐ | ㅒ  | ㅔ | ㅖ | ㅚ | ㅟ | ㅢ | ㅘ | ㅝ | ㅙ  | ㅞ |
| Romanisation | a  | ya | ŏ  | yŏ | o  | yo | u  | yu | ŭ  | i  | ae | yae | e* | ye | oe | wi | ŭi | wa | wŏ | wae | we |

### Consonnes
| Chosŏn'gŭl   | Chosŏn'gŭl | ㄱ | ㄴ | ㄷ | ㄹ | ㅁ | ㅂ | ㅅ | ㅈ | ㅊ | ㅋ | ㅌ | ㅍ | ㅎ | ㄲ | ㄸ | ㅃ | ㅆ | ㅉ | ㅇ |
| Romanisation | Initial    | k  | n  | t  | r  | m  | p  | s  | j  | ch | kh | th | ph | h  | kk | tt | pp | ss | jj | -  |
| Romanisation | Final      | k  | n  | t  | l  | m  | p  | t  | t  | t  | k  | t  | p  | t  | k  | -  | -  | t  | -  | ng |

- Dans les consonnes doubles à la fin d'un mot ou avant une consonne, une seule d'entre elles s'écrit :
  - 닭섬 → Taksŏm
  - 물곬 → Mulkol
- Cependant, dans le cas avant une voyelle, les deux consonnes s'écrivent :
  - 붉은바위 → Pulgŭnbawi
  - 앉은바위 → Anjŭnbawi

- Les douces consonnes sourdes entre les voyelles ㄱ, ㄷ, et ㅂ et ceux entre les sons résonnants et les voyelles sont transcrits comme g, d, et b.
- Lorsque ng est suivi par y ou w, le trait d'union n'est pas utilisé :
  - 평양 → Phyŏngyang
  - 강원 → Kangwŏn

### Dispositions spéciales
|                 |       | Consonne initiale de la syllabe suivante | Consonne initiale de la syllabe suivante | Consonne initiale de la syllabe suivante | Consonne initiale de la syllabe suivante | Consonne initiale de la syllabe suivante | Consonne initiale de la syllabe suivante | Consonne initiale de la syllabe suivante | Consonne initiale de la syllabe suivante | Consonne initiale de la syllabe suivante | Consonne initiale de la syllabe suivante | Consonne initiale de la syllabe suivante | Consonne initiale de la syllabe suivante | Consonne initiale de la syllabe suivante | Consonne initiale de la syllabe suivante |
| ㄱk             | ㄴn   | ㄷt                                      | ㄹ(r)                                    | ㅁm                                      | ㅂp                                      | ㅅ1s                                     | ㅈj                                      | ㅊch                                     | ㅋkh                                     | ㅌth                                     | ㅍph                                     | ㅎh                                      | ㅇ2                                      |                                          |                                          |
| --------------- | ----- | ---------------------------------------- | ---------------------------------------- | ---------------------------------------- | ---------------------------------------- | ---------------------------------------- | ---------------------------------------- | ---------------------------------------- | ---------------------------------------- | ---------------------------------------- | ---------------------------------------- | ---------------------------------------- | ---------------------------------------- | ---------------------------------------- | ---------------------------------------- |
| Finale consonne | ㄱ k  | kk                                       | ngn                                      | kt                                       | ngr                                      | ngm                                      | kp                                       | ks                                       | kj                                       | kch                                      | kkh                                      | kth                                      | kph                                      | kh                                       | g                                        |
| Finale consonne | ㄴ n  | n-g                                      | ll                                       | nd                                       | ll                                       | nm                                       | nb                                       | ns                                       | nj                                       | nch                                      | nkh                                      | nth                                      | nph                                      | nh                                       | n                                        |
| Finale consonne | ㄷ t  | tk                                       | nn                                       | tt                                       | ll                                       | nm                                       | tp                                       | ss                                       | tj                                       | tch                                      | tkh                                      | tth                                      | tph                                      | th                                       | d                                        |
| Finale consonne | ㄹ l  | lg                                       | ll/nn                                    | ld3                                      | lr                                       | lm                                       | lb                                       | ls                                       | lj3                                      | lch                                      | lkh                                      | lth                                      | lph                                      | lh                                       | r                                        |
| Finale consonne | ㅁ m  | mg                                       | mn                                       | md                                       | mr                                       | mm                                       | mb                                       | ms                                       | mj                                       | mch                                      | mkh                                      | mth                                      | mph                                      | mh                                       | m                                        |
| Finale consonne | ㅂ p  | pk                                       | mn                                       | pt                                       | mr                                       | mm                                       | pp                                       | ps                                       | pj                                       | pch                                      | pkh                                      | pth                                      | pph                                      | ph                                       | b                                        |
| Finale consonne | ㅅ s  | tk                                       | nn                                       | tt                                       | ll                                       | nm                                       | tp                                       | ss                                       | tj                                       | tch                                      | tkh                                      | tth                                      | tph                                      | th                                       | s                                        |
| Finale consonne | ㅇ ng | ngg                                      | ngn                                      | ngd                                      | ngr                                      | ngm                                      | ngb                                      | ngs                                      | ngj                                      | ngch                                     | ngkh                                     | ngth                                     | ngph                                     | ngh                                      | ng-/ng                                   |

1. 쉬 est romanisé  shwi.
2. ㅇ est une consonne initiale avant une voyelle pour indiquer l'absence de son.
3. En mots sino-coréens, lt et lch respectivement.

### Exemples
- 천리마 → Chŏllima
- 한라산 → Hallasan
- 압록강 → Amrokgang
- 은률 → Ŭnryul
- 뒤문 → Twinmun

## Guide
Un nom personnel est écrit d'abord par le nom de famille, suivi d'un espace et du prénom avec la première lettre en majuscule. De plus, chaque lettre d'un nom d'origine chinoise est écrite séparément.
- 김꽃분이 → Kim Kkotpuni
- 박동구 → Pak Tong Gu
- 안복철 → An Pok Chŏl

Un nom pour les unités administratives est un suffixer à partir du nom de lieu proprement dit :
| - 도 → -do (ou -to, province) - 특별시 → -tukpyolsi (ville spéciale) - 시 → -si (grande ville) - 군 → -kun (ou -gun, arrondissement ou comté) - 구역 → -kuyok (ou -guyok, arrondissement urbain) | - 동 → -dong (ou -tong, quartier d'une ville) - 리 → -ri (ou -ni, ou -li, village) - 읍 → -up (ou -eup, ville) - 로동자구 → -rodongjagu (district ouvrier) |  |

Cependant, un nom pour les caractéristiques géographiques et les structures artificielles n'est pas coupé :
| - 산 → san (monts ou montagne) - 거리 → gŏri (rue, route) - 고개 → gogae (col) - 대 → dae | - 봉 → bong - 교 → gyo - 골 → gol - 각 → gak | - 벌 → bŏl - 관 → gwan - 곶 → got - 강 → gang |

Lieux culturels :
- 사 → sa (monastère est préféré à la traduction temple)